# Mount Alfred, Antarktis
Mount Alfred är ett berg i Antarktis. Det ligger i Västantarktis. Argentina, Chile och Storbritannien gör anspråk på området. Toppen på Mount Alfred är 2 000 meter över havet.Mount  Alfred ingår i Douglas Range.
Terrängen runt Mount Alfred är kuperad åt nordost, men åt sydväst är den bergig. Trakten är obefolkad. Det finns inga samhällen i närheten.